# Компанец, Иван Данилович
Ива́н Дани́лович Компане́ц (укр. Іван Данилович Компанець; 1904, с. Новая Басань, Козелецкий уезд, Черниговская губерния, Российская империя — 26 февраля 1969, Москва, СССР) — советский украинский государственный и партийный деятель. Первый секретарь Тарнопольского / Тернопольского (1939—1948), Закарпатского (1948—1952) и Черновицкого (1953—1956) обкомов КП(б) / КП Украины.

## Биография
Родился в 1904 в селе Новая Басань Козелецкого уезда Черниговской губернии Российской империи (ныне село в составе Новобасанской сельской общины Нежинского района Черниговской области Украины), в семье крестьянина-бедняка. 
В 1913—1920 гг. — крестьянин в хозяйстве отца. В 1918 г. окончил Новобасанского сельскую школу. В 1920—1922 гг. — ученик частного сапожника в селе Новая Басань. В 1922—1925 гг. — студент Новобасанского индустриального механического техникума, закончил два курса. В 1923 г. вступил в комсомол.
В 1925—1926 гг. — председатель исполнительного комитета Новобасанского сельского совета (Черниговская область). В 1926—1927 гг. — председатель Новобасанского районного потребсоюза.
Член ВКП(б) с 1927 года.
- 1927—1829 гг — секретарь президиума исполнительного комитета Новобасанского районного совета депутатов трудящихся,
- 1929—1930 гг. — заведующий культурно-пропагандистским отделои Новобасанского районного комитета КП(б) Украины,
- 1930—1931 гг. — директор неполной средней школы в селе Кобыжча Бобровицкого района (Черниговская область),
- июль-сентябрь 1931 г. — заведующий Бобровицким районным отделом народного образования.

В 1934 г. окончил Нежинский педагогический институт. В 1937 г. окончил курсы марксизма-ленинизма при ЦК КП(б) Украины в Киеве, в 1953 г. — Курсы переподготовки высших партийных работников при ЦК КПСС в Москве.
- 1934—1935 гг. — заместитель начальника политического отдела Бобровицкой районной МТС (Черниговская область),
- 1935—1937 гг. — второй секретарь Семёновского районного комитета КП(б) Украины (Черниговская область),
- 1937—1938 гг. — первый секретарь Борзнянского районного комитета КП(б) Украины (Черниговская область),
- апрель-июнь 1938 г. — третий секретарь,
- 1938—1939 гг. — второй секретарь Черниговского областного комитета КП(б) Украины,

После присоединения Западной Украины к УССР в ноябре 1939 года был утвержден первым секретарем Тернопольского (тогда Тарнопольского) областного комитета КП(б) Украины. Работал на этом посту до февраля 1948 г. (с перерывом в связи с войной и оккупацией области немецкими войсками).
В годы Великой Отечественной войны:
- июль 1941—апрель 1942 гг. — уполномоченный Военного Совета 38-й армии Юго-Западного фронта,
- апреле 1942 — ноябре 1943 года — комиссар артиллерийского управления Сталинградского, а позже Донского фронтов,
- декабрь 1943—апрель 1944 гг. — в распоряжении ЦК КП(б) Украины.

После освобождения Украины вернулся в Тернополь на должность первого секретаря областного комитета КП(б) Украины. Одновременно, в феврале-ноябре 1946 г. — первый секретарь Чертковского городского комитета КП(б) У Тернопольской области, в 1946—1948 гг. — первый секретарь Тернопольского городского комитета КП(б) Украины.
- 1948—1952 гг. — первый секретарь Закарпатского областного комитета КП(б) Украины,
- 1953—1956 гг. — первый секретарь Черновицкого областного комитета КП(б) Украины
- 1956—1967 гг. — член Комитета партийного контроля при ЦК КПСС.

С 1967 г. на пенсии.
Депутаты Верховного Совета СССР 1-4-го созывов. Член ЦК КП(б)-КП Украины (1949—1969). Делегат XV, XVI, XVII, XVIII и XIX съездов КПСС.
Похоронен на Новодевичьем кладбище в Москве.

## Награды и звания
- орден Ленина (23.01.1948)
- орден Красной Звезды (14.02.1943)
- орден «Знак Почёта»
- медали